# 臺中市大屯社區大學
臺中市大屯社區大學（簡稱大屯社大），為臺灣臺中市大里區的社區大學，大屯社大本部位於臺中市立大里高級中學內。共設有大里校區、太平校區、霧峰校區。

## 歷史
1999年5月，由人本教育文教基金會成立「台中縣屯區社區公民大學」。
2003年，由國立勤益技術學院接辦「臺中縣屯區社區大學」。
2008年，由弘光科技大學接辦。
2010年，因縣市合併，改名為「臺中市屯區社區大學」。
2017年，因市府重新劃分區域，改名為「臺中市大屯社區大學」。

## 教學場所
大里校區
- 國立中興大學附屬高級中學
- 臺中市立大里高級中學
- 臺中市大里區內新國民小學
- 臺中市大里區立新國民小學
- 臺中市大里區崇光國民小學
- 來來溫水游泳池 （页面存档备份，存于）

太平校區
- 臺中市立長億高級中學
- 臺中市立新光國民中學
- 臺中市立中平國民中學

霧峰校區
- 國立霧峰高級農工職業學校

烏日校區
- 臺中市立光德國民中學
- 臺中市立溪南國民中學
- 臺中市烏日區烏日國民小學

## 資料來源
1. ↑  臺中市大屯社區大學介紹 的存檔，存档日期2013-07-08.，財團法人社區大學全國促進會
2. ↑  台中市屯區社區大學介紹 的存檔，存档日期2013-07-08.，財團法人社區大學全國促進會

## 外部連結
- 屯區社區大學 （页面存档备份，存于）